# ドラゴシュ・フィルツレスク
ドラゴシュ・ペトルツ・フィルツレスク（Dragoș Petruț Firțulescu 、1989年5月15日 - ）は、ルーマニア・クラヨーヴァ出身のプロサッカー選手。AFCアストラ・ジュルジュ所属。ポジションは、ミッドフィールダー（左ウイング）。